# SN 2009lh
SN 2009lh – supernowa typu Ia odkryta 16 listopada 2009 roku w galaktyce A095322-1838. W momencie odkrycia miała maksymalną jasność 17,70m.